# Kráľovce
Kráľovce este o comună slovacă, aflată în districtul Košice-okolie din regiunea Košice, pe malul râului Torysa⁠(d). Localitatea se află la altitudinea de 209 m deasupra n.m., se întinde pe o suprafață de 6,54 km2 și în 2017 număra 1.145 de locuitori.

## Istoric
Localitatea Kráľovce este atestată documentar din 1388.

## Demografie
| An:                | 1994 | 2004    | 2014   | 2024   |
| ------------------ | ---- | ------- | ------ | ------ |
| Număr de persoane: | 938  | 1080    | 1129   | 1154   |
| Diferență:         |      | +15,13% | +4,53% | +2,21% |

| An:                | 2023 | 2024   |
| ------------------ | ---- | ------ |
| Număr de persoane: | 1170 | 1154   |
| Diferență:         |      | −1,36% |